# Aardtongzwameter
De aardtongzwameter (Hypomyces papulasporae) is een schimmel uit het geslacht Hypomyces. Het is een biotrofe parasiet die als een dun laagje voorkomt op aardtongen. Hij werd in 1985 beschreven als nieuw voor de wetenschap. De typesoort is gevonden in Nieuw-Zeeland, waar hij werd aangetroffen op de ascomata van de gewone ruige aardtong (Trichoglossum hirsutum). In Nederland komt hij voor maar wordt zelden gemeld, voor een zekere determinatie is microscopische controle noodzakelijk.

## Foto's

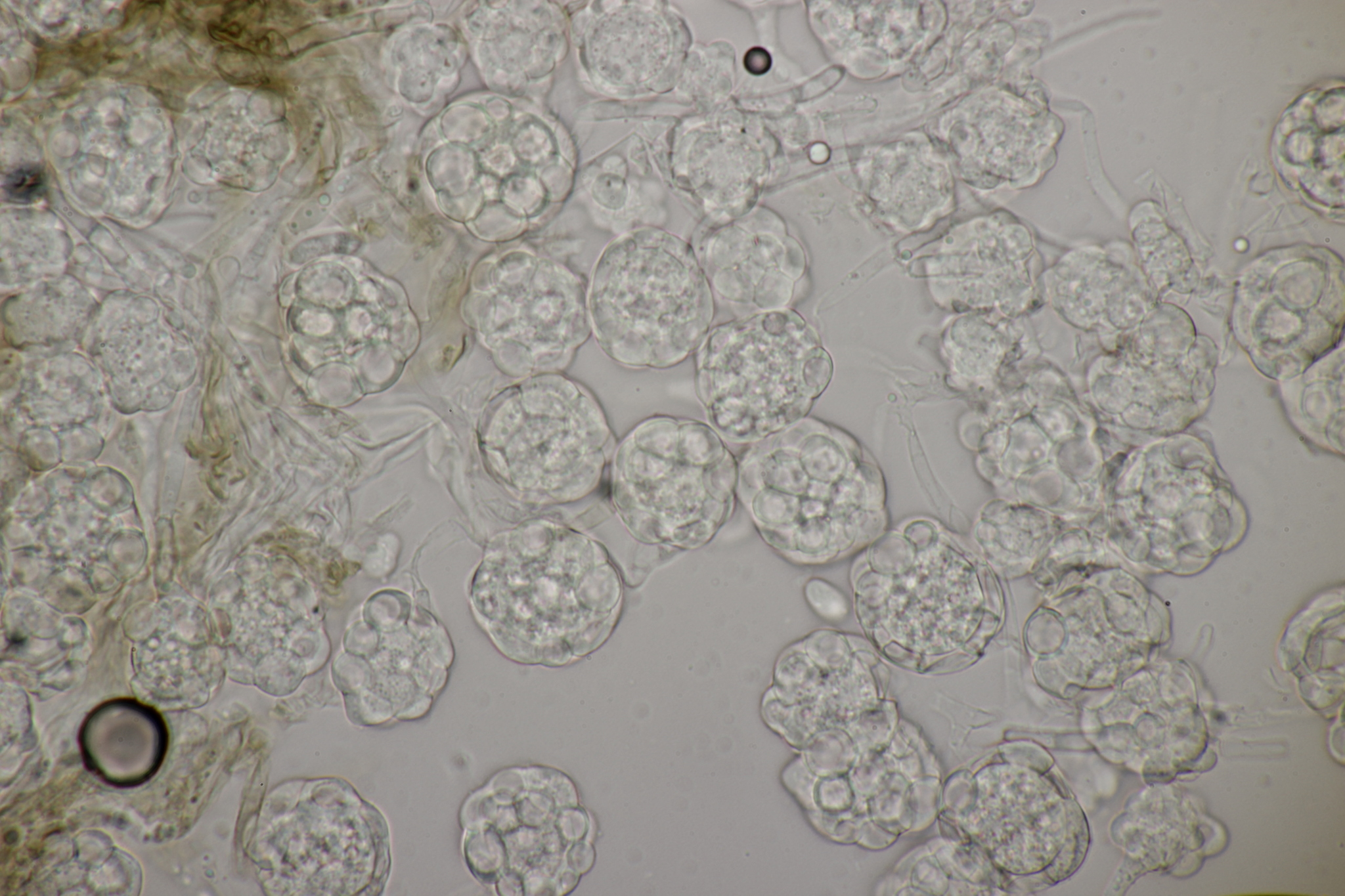
Sporen
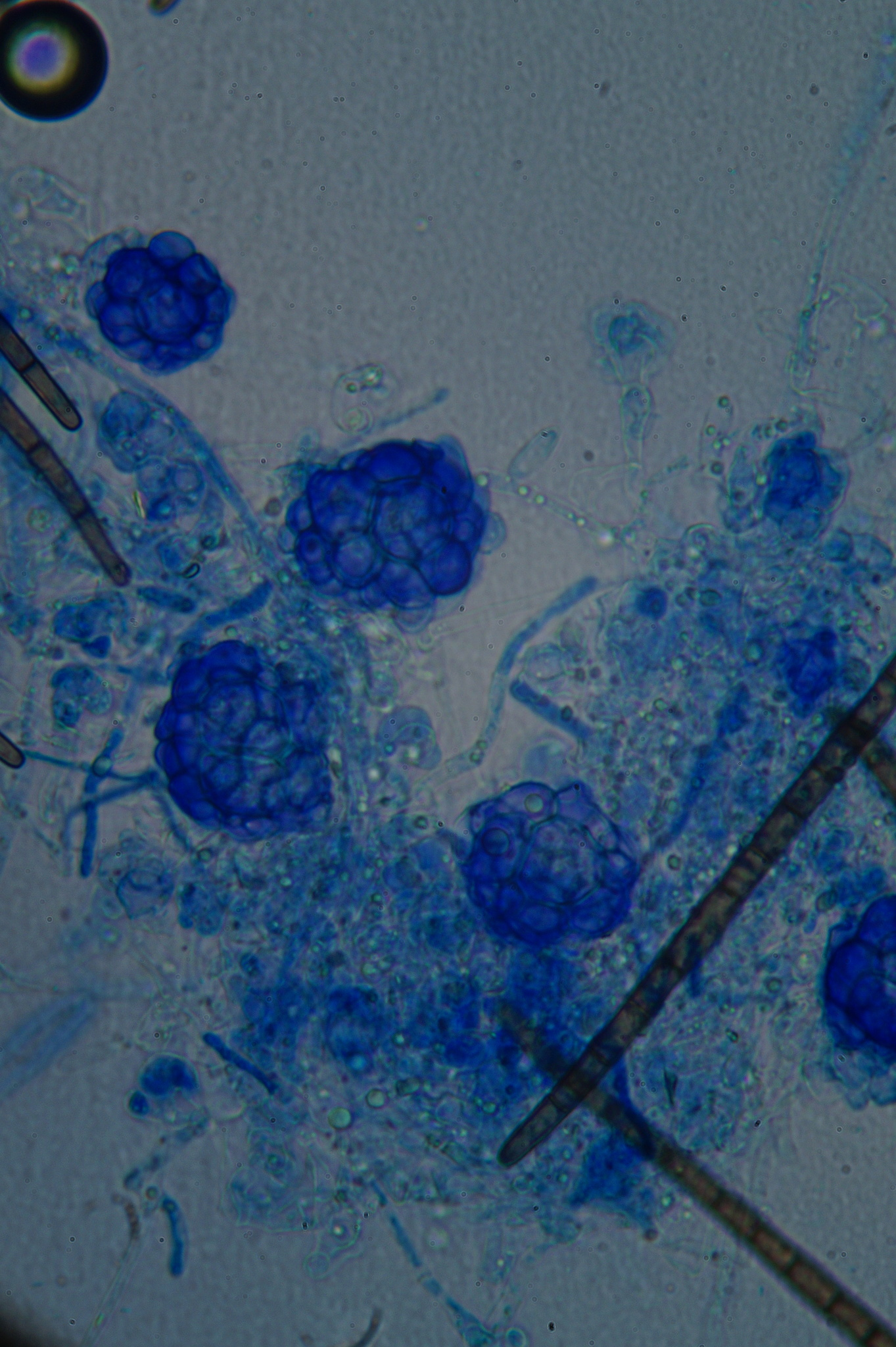
Sporen in katoenblauw
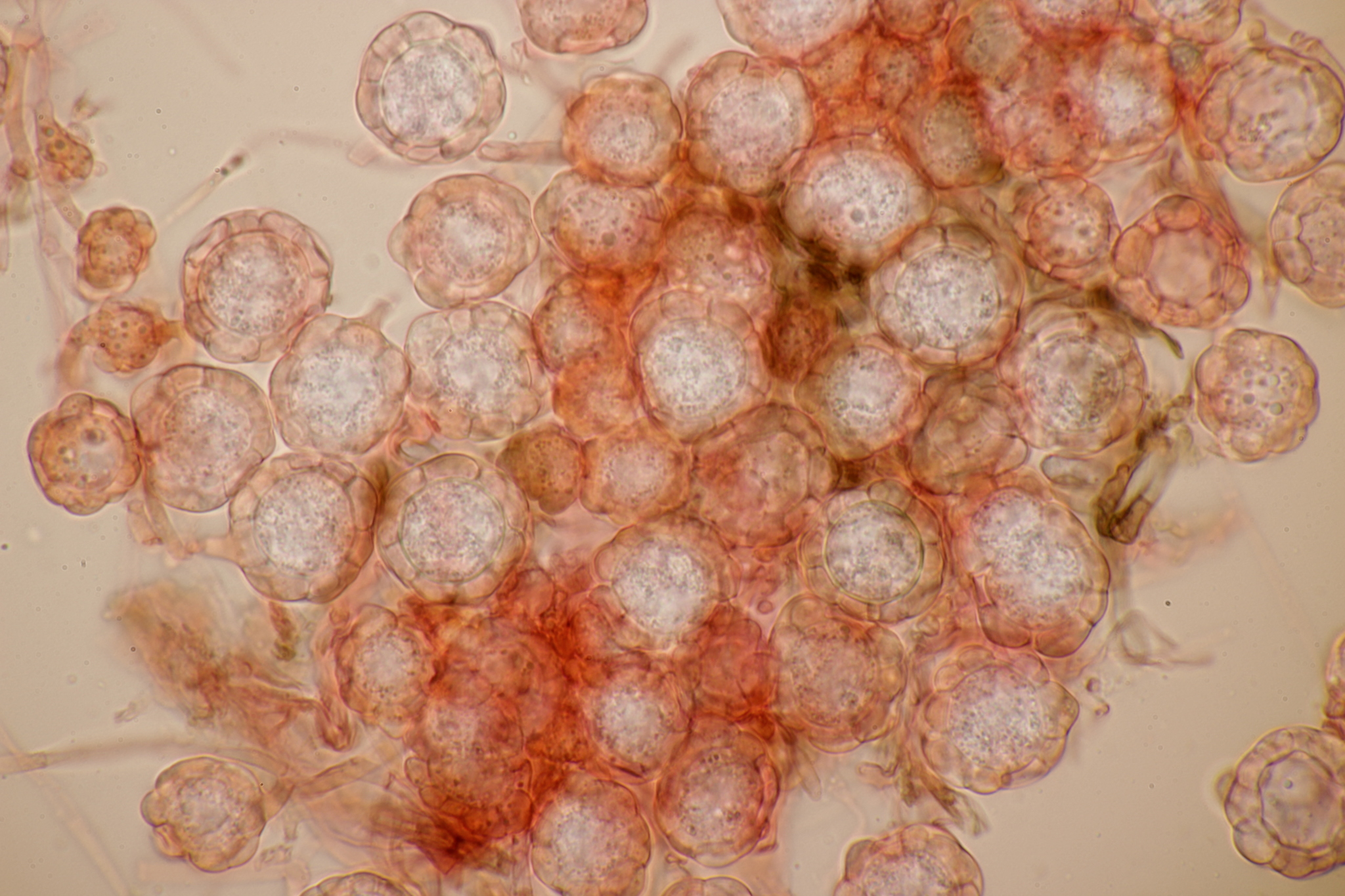
Sporen in congo rood